# رستاخیز: نابودی
رستاخیز: نابودی (انگلیسی: Doom: Annihilation) یک فیلم ویدئویی در ژانرهای علمی-تخیلی، ترسناک، و اکشن محصول سینمای آمریکا است که در اکتبر ۲۰۱۹ منتشر شد. از بازیگران آن می‌توان به ایمی منسن، نینا برگمن، و لوئیس ماندیلور اشاره کرد.
این فیلم یک بازراه‌اندازی مبتنی بر مجموعه بازی رستاخیز ساخته‌شده توسط کمپانی اید سافت‌ویر است، و دومین فیلم لایو اکشن اقتباس‌شده از این مجموعه بازی، پس از فیلم ۲۰۰۵ با بازی ورزش‌کار معروف کشتی‌کچ، The Rock محسوب می‌شود.